# آندریاس لوبکه
آندریاس لوبکه (انگلیسی: Andreas Lübke؛ زادهٔ ۱۲ مارس ۱۹۶۷) بازیکن فوتبال اهل آلمان است.
از باشگاه‌هایی که او در آن بازی کرده‌، می‌توان به باشگاه فوتبال بوخوم اشاره کرد.

## یادکرد ویکی‌پدیا
- مشارکت‌کنندگان ویکی‌پدیا. «Andreas Lübke». در دانشنامهٔ ویکی‌پدیای انگلیسی، بازبینی‌شده در ۲۶ مارس ۲۰۲۲.